# 898-as busz
A 898-as busz a budapesti agglomerációban közlekedő helyközi járat, mely Tahitótfalut és Kisoroszit köti össze. Naponta egy menet Szentendréig közlekedik.

## Megállóhelyei
| 0  | Szentendre, autóbusz-állomás                 | 24 | 869, 870, 872, 873, 874, 876, 878, 879, 880, 882, 884, 889, 890, 893, 895 |
| 1  | Szentendre, Római kőtár                      | 23 | 869, 870, 872, 873, 874, 876, 878, 879, 880, 882, 884, 889, 890, 893, 895 |
| 2  | Szentendre, Bükkös patak                     | 22 | 870, 874, 875, 876, 878, 879, 880, 88822, 884, 889, 890, 893, 895         |
| 3  | Szentendre, Izbégi elágazás                  | 21 | 870, 874, 875, 876, 878, 879, 880, 882, 884, 889, 890, 893, 895           |
| 4  | Szentendre, Pismány ABC                      | 20 | 871, 873, 875, 880, 882, 884, 889, 890, 893, 895                          |
| 5  | Szentendre, Danubius szálló                  | 19 | 871, 880, 882, 884, 889, 890, 893, 895                                    |
| 6  | Szentendre, Papszigeti bejárati út           | 18 | 871, 880, 882, 884, 889, 890, 893, 895                                    |
| 7  | Szentendre, Horgony utca                     | 17 | 871, 880, 882, 884, 889, 890, 893, 895                                    |
| 8  | Szentendre, Barackvirág utca                 | 16 | 871, 880, 882, 884, 889, 890, 893, 895                                    |
| 9  | Szentendre, szigetmonostori rév              | 15 | 871, 880, 882, 884, 889, 890, 893, 895                                    |
| 10 | Leányfalu, Akácos út                         | 14 | 871, 880, 882, 884, 889, 890, 893, 895                                    |
| 11 | Leányfalu, Boldogtanyai út                   | 13 | 871, 880, 882, 884, 889, 890, 893, 895                                    |
| 12 | Leányfalu, Erkel Ferenc utca                 | 12 | 871, 880, 882, 884, 889, 890, 893, 895                                    |
| 13 | Leányfalu, pócsmegyeri rév                   | 11 | 871, 880, 882, 884, 889, 890, 893, 895                                    |
| 14 | Leányfalu, Alszeghy Kálmán tér               | 10 | 871, 880, 882, 884, 889, 890, 893, 895                                    |
| 15 | Leányfalu, Seres utca                        | 9  | 880, 882, 884, 889, 890, 893, 895                                         |
| 16 | Leányfalu, Tavasz utca                       | 8  | 880, 882, 884, 889, 890, 893, 895                                         |
| 17 | Tahitótfalu, Újtelep                         | 7  | 880, 882, 884, 889, 890, 893, 895                                         |
| 18 | Tahitótfalu, MTA üdülő                       | 6  | 880, 882, 884, 889, 890, 893, 895                                         |
| 19 | Tahitótfalu, Hídfő                           | 5  | 880, 882, 884, 889, 890, 893, 895                                         |
| 20 | Tahitótfalu, Hősök tere vonalközi végállomás | 4  | 884, 889, 890, 893, 895                                                   |
| 21 | Tahitótfalu, Ady Endre utca                  | 3  |                                                                           |
| 22 | Tahitótfalu, üdülőtelep                      | 2  |                                                                           |
| 23 | Kisoroszi, Széchenyi utca                    | 1  |                                                                           |
| 24 | Kisoroszi, Hősök tere végállomás             | 0  |                                                                           |

*Vonalközi végállomás, Szentendre és Tahitótfalu között csak napi 1-1 busz közlekedik.